# Heimeranstraße 4 (München)

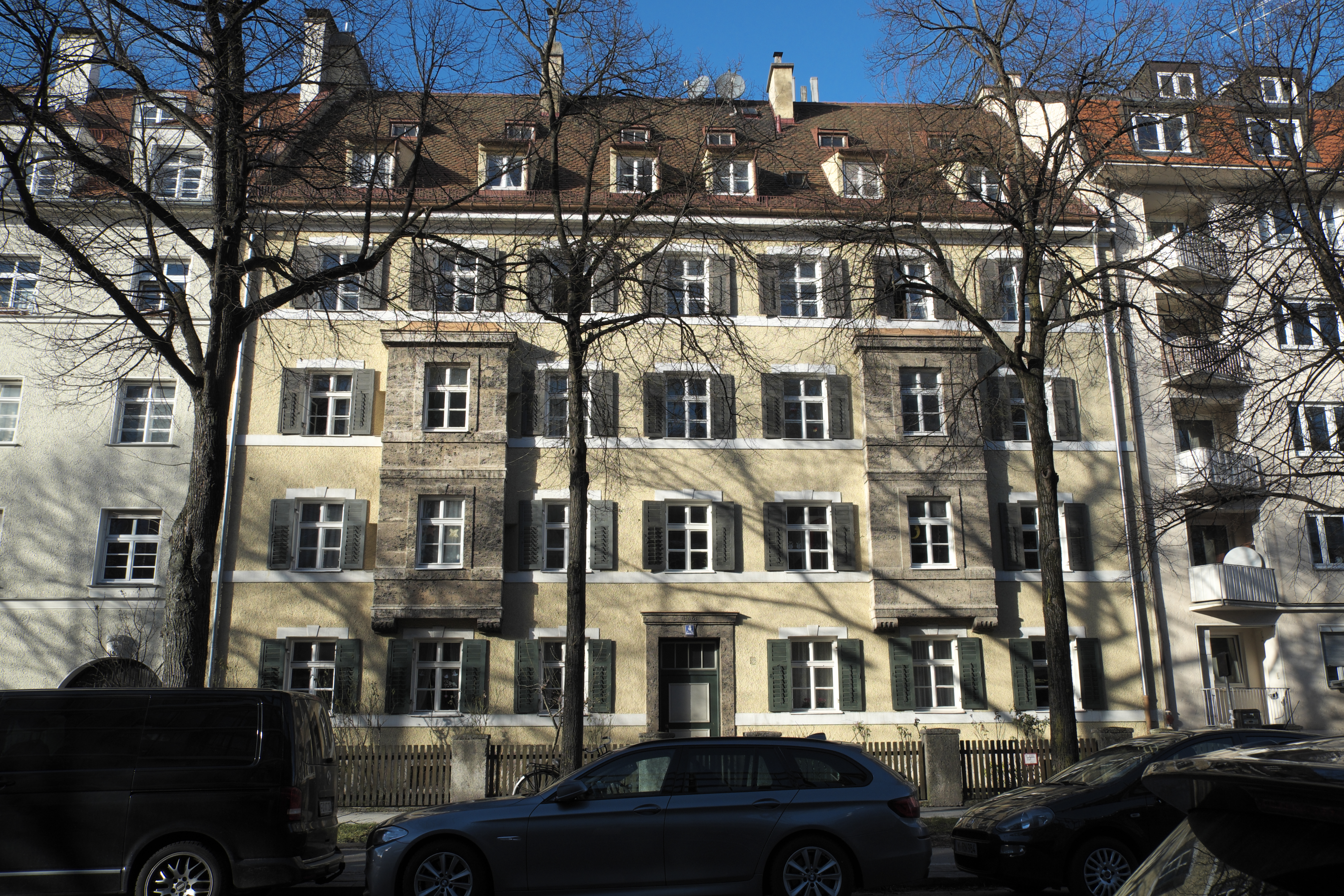
Haus Heimeranstraße 4 in München-Schwanthalerhöhe

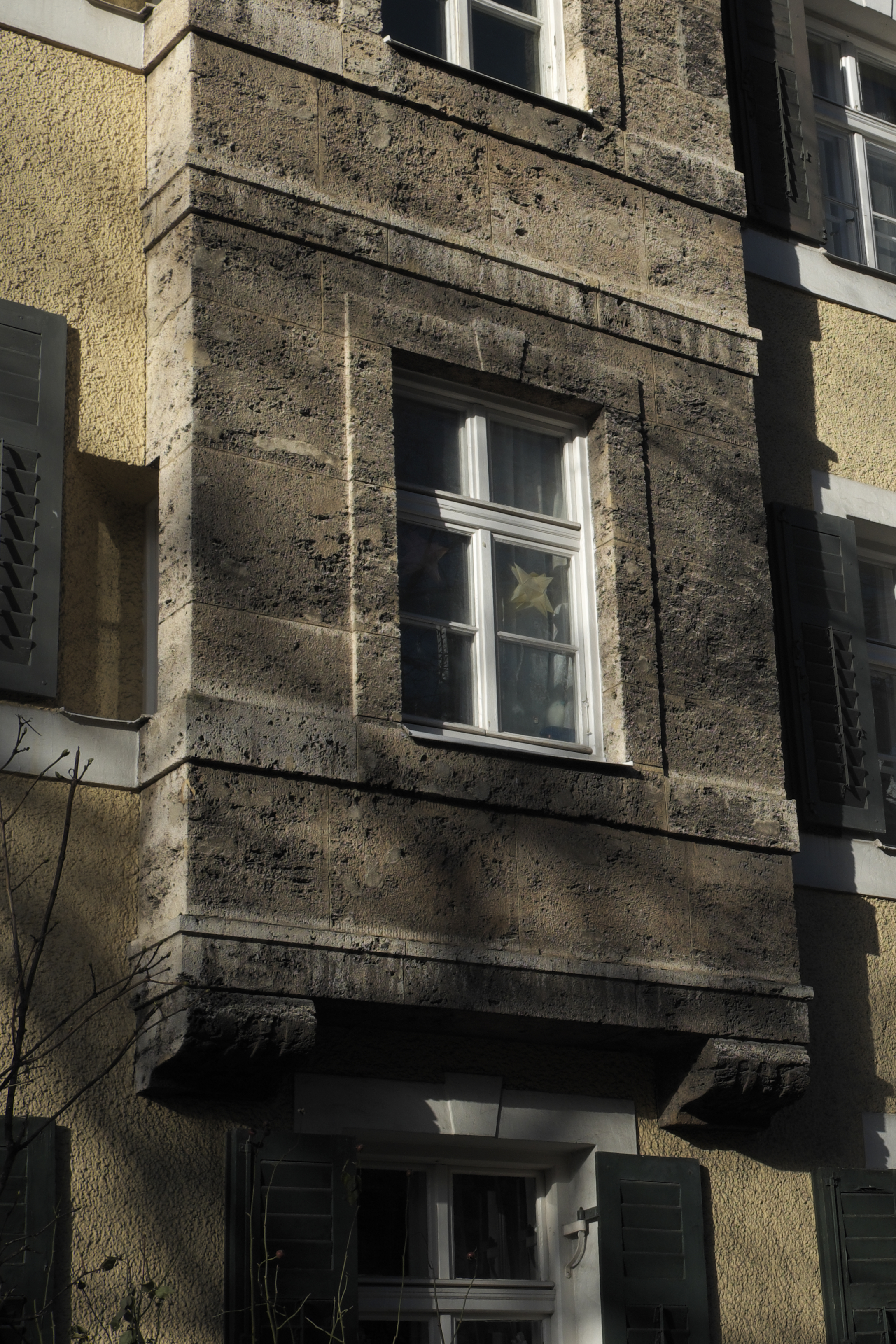
Erker

Das Haus Heimeranstraße 4 ist ein denkmalgeschütztes Mietshaus im Münchner Stadtteil Schwanthalerhöhe.
Der barockisierende Bau mit zwei Erkern wurde 1911/12 nach Plänen des Architekten Hans Grässel errichtet.